# Фунтово-2
Фунтово-2 (рос. Фунтово-2) — село у Приволзькому районі Астраханської області Російської Федерації.
Населення становить 430 осіб (2010). Входить до складу муніципального утворення Фунтовська сільрада.

## Історія
Населений пункт розташований на території українського етнічного та культурного краю Жовтий Клин. Від 1980 року належить до Приволзького району.
Згідно із законом від 6 серпня 2004 року органом місцевого самоврядування є Фунтовська сільрада.

## Населення
| 2002 | 2010 |
| ---- | ---- |
| 321  | ↗430 |